# فرانك ك. دان
فرانك ك. دان (بالإنجليزية: Frank K. Dunn)‏ هو قاضي أمريكي، ولد في 13 نوفمبر 1854، وتوفي في 8 أغسطس 1940.